# Ian de Toffoli
Ian de Toffoli est un dramaturge et écrivain luxembourgeois, né le 25 juin 1981.

## Biographie

### Famille et formation
Ian de Toffoli grandit dans une famille italo-luxembourgeoise. 
Il étudie à l’université de Paris IV où il soutient une thèse de doctorat en lettres, « La réception du latin et de la culture antique dans l’œuvre de Claude Simon, Pascal Quignard et Jean Sorrente », publiée aux éditions Honoré Champion en 2015. 

### Théâtre
Sa première pièce de théâtre, L’Annonce, créée au Centre des arts pluriels d’Ettelbruck en 2009, est montrée au Nowy Teatr de Varsovie. Ses pièces sont jouées, publiées et traduites dans plusieurs pays européens. Il travaille avec des metteurs en scène tels que Mikaël Serre, Jean Boillot, Alexandra Tobelaim, Florent Siaud, Renelde Pierlot, Moritz Schönecker, Sophie Langevin, Myriam Muller ou Davide Sacco. 
Sa pièce Terres arides est sélectionnée pour représenter le Luxembourg au Festival OFF d’Avignon 2022. En 2023, le monologue Tiamat est sélectionné par le bureau des lectures de la Comédie-Française. 
Il est artiste associé aux Théâtres de la Ville de Luxembourg.

### Autres activités
À côté de son activité d’écrivain, il codirige la maison d’édition bilingue Hydre Editions et enseigne la littérature à l’université du Luxembourg.

## Théâtre
- 2012 : L’Homme qui ne retrouvait plus son pays, mise en scène Anne Simon, Théâtre National du Luxembourg
- 2014 : De Simmer Fluch, comédie musicale, mise en scène Jaqueline Posing, Théâtre de la Ville de Luxembourg

- 2015 : 99%, pièce quadrilingue coécrite avec Elies Barbera, mise en scène Anne Simon, Teatre Akadèmia Barcelona et Théâtre National du Luxembourg
- 2016 : Refugium, travail collectif en trois langues, mise en scène Ian De Toffoli, Kasemattentheater Luxembourg
- 2017 : Rumpelstilzchen, adaptation du conte des frères Grimm, mise en scène Myriam Muller, Théâtres de la Ville de Luxembourg

- 2018 : Tiamat de Ian de Toffoli, mise en scène Jean Boillot, Théâtre du Centaure de Luxembourg
- 2018 : Oh... du do uewen, deem seng Hand de Ian de Toffoli, Olivier Garofalo, Nico Helminger et Jeff Schinkeri, mise en scène Thierry Mousset[7]`
- 2018 : The Place, It Has a Name, conception Lisa Kohl, Goethe-Institut Kroatien etInstitut Pierre Werner Luxembourg
- 2019 : 3 Schwësteren d’Anton Tchekhov, Ian de Toffoli et Daliah Kentges, mise en scène Daliah Kentges
- 2019 : Dräi Schwesteren, mise en scène Daliah Kentges, Kasemattentheater Luxembourg
- 2020 : Le Monologue de la vieille reine de Ian de Toffoli, mise en scène Daliah Kentges
- 2020 : AppHuman de Ian de Toffoli, mise en scène Sophie Langevin
- 2020 : Terres arides, mise en scène collectiv, Théâtre du Centaure Luxembourg[8]
- 2021 : Staycation, mise en scène Moritz Schönecker, Kasemattentheater Luxembourg
- 2021 : Confini, mise en scène Davide Sacco, Teatro della Tosse Genoa, Théâtre National du Luxembourg, Ravenna Festival
- 2022 : The Wheels Will Come Off de Ian de Toffoli
- 2022 : Dialaw Project de Hamidou Anne et Ian de Toffoli, mise en scène Mikaël Serre
- 2023 : Si vous voulez de la lumière de Marine Bachelot Nguyen, Alexandra Bourse, Céline Delbecq, Ian de Toffoli, Sèdjro Giovanni Houansou, Étienne Lepage, Émilie Monnet, Hala Moughanie, Pauline Peyrade, Guillaume Poix, Jean-Luc Raharimanana et Guy-Régis Junior, mise en scène Florent Siaud
- 2023 : Léa et la théorie des systèmes complexes de Ian de Toffoli, mise en scène Renelde Pierlot
- 2023 : Le Chat botté, mise en scène Béatrice Lachaussée, composition musicale Lukas Wiegerink, Philharmonie Luxembourg
- 2023 : Pinocchio, mise en scène Lionel Ménard, Philharmonie Luxembourg

## Publications
- L'Homme qui ne retrouvait plus son pays, suivi de Microdrames, Hydre éditions, 2013  (ISBN 978-99959-756-1-6)
- L'Homme qui ne retrouvait plus son pays, Hydre Editions, 2012
- La Réception de la culture latine dans les romans de Claude Simon, Pascal Quignard et Jean Sorrente, Honoré Champion, 2015  (ISBN 978-2-7453-2905-9)
- Discours sur la littérature 2, Centre National De Littérature, 2019  (ISBN 2919903772)
- Confini, Editoria & Spettacolo, 2021
- Trilogie luxembourgeoise : Terres arides - Tiamat - Confins, Espace D'un Instant, 2022 (ISBN 2375720431)

## Distinction
- Prix d’encouragement du Science and Theatre Festival du Theater Heilbronn pour AppHuman, 2021[9]